# Марковка (Полтавский район)
Ма́рковка (укр. Марківка) — село,
Терешковский сельский совет,
Полтавский район,
Полтавская область,
Украина.
Код КОАТУУ — 5324083911. Население по переписи 2019 года составляло 413 человек.

## Географическое положение
Село Марковка примыкает к селу Вацы, на расстоянии в 1 км расположено село Никольское.
Рядом проходят автомобильная дорога Т-1712 и
железная дорога, станция Никольское в 300 метрах.
До 2018 года входил в состав ликвидированного Никольского сельсовета;